# Upust płuczący

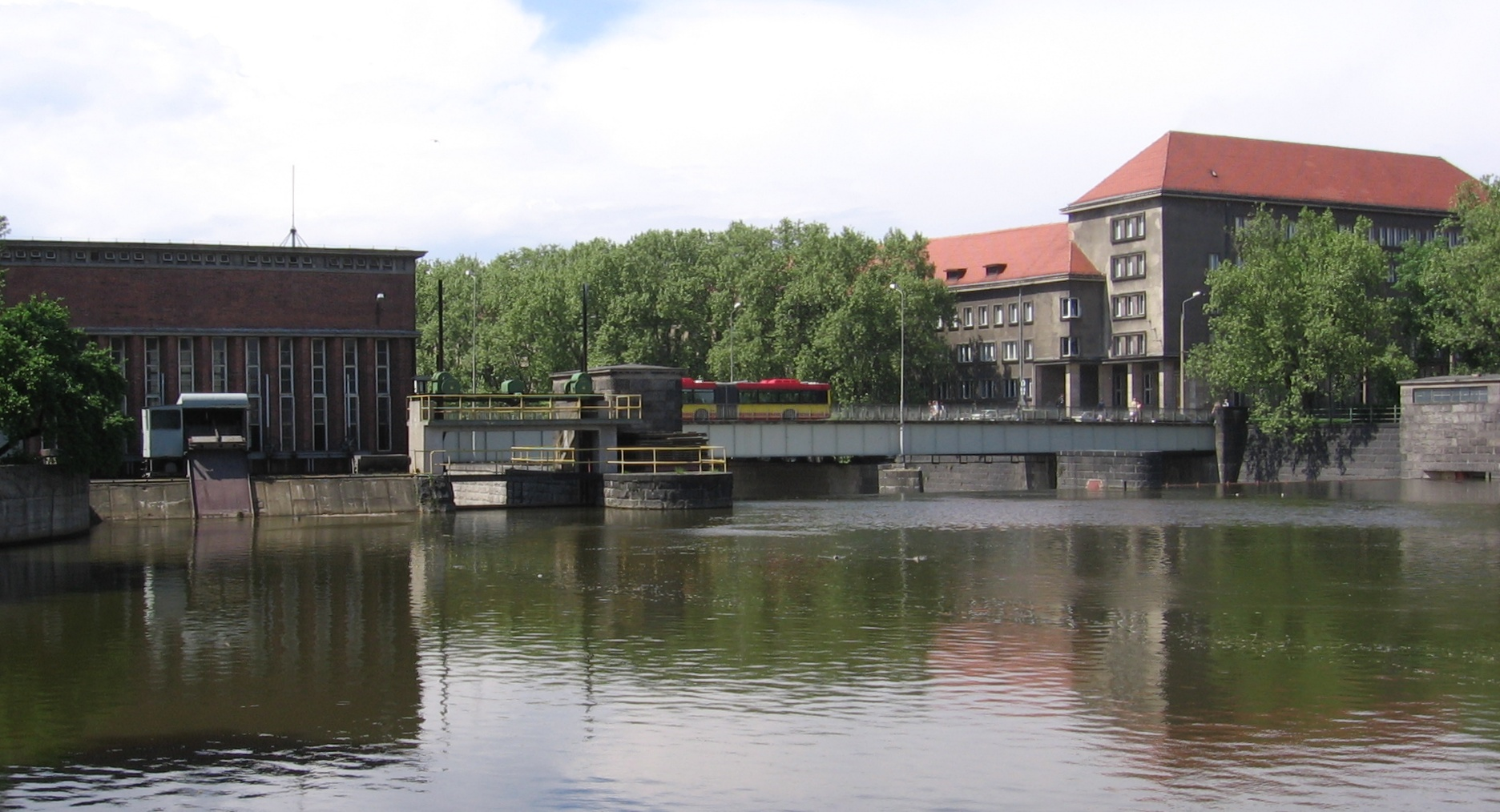
Upust płuczący, jako przęsło jazu z zamknięciem w postaci zasuwy, pomiędzy jazem elektrowni II a elektrownią II we Wrocławiu.

Upust płuczący – element budowli hydrotechnicznej, którego zadaniem jest umożliwienie przeprowadzenia (przeniesienie, przesunięcie) rumowiska ze stanowiska górnego budowli do jej stanowiska dolnego. Upusty płuczące wykonywane są jako specjalne otwory lub przęsła jazu i wyposażone w odpowiednio dobrane zamknięcia. 
Podczas normalnej eksploatacji budowli hydrotechnicznej zamknięcia upustu płuczącego pozostają zamknięte, czyli brak jest przepływu wody umożliwiającej likwidację rumowiska zgromadzonego w stanowisku górnym poniżej korony budowli. Otwarcie tych zamknięć i tym samym spowodowanie przepływu przez nie wody oraz przenoszenie rumowiska pomiędzy stanowiskami, następuje okresowo, w razie potrzeby i tylko w określonych, sprzyjających warunkach, tj. przy odpowiednio dużych przepływach. Ponieważ poziom korony takiej sekcji budowali piętrzącej lub krawędzi dolnej otworu upustu płuczącego, znajduje się poniżej korony roboczych przęseł jazów lub innych budowli piętrzących, bądź poniżej, albo na równi, z dolnymi krawędziami ujęć wody lub urządzeń wodnych ujmujących wodę dla elektrowni wodnych, przy dużych, intensywnych oraz skoncentrowanych przepływach następuje przesunięcie przez taki upust zgromadzonego w stanowisku górnym stopnia wodnego rumowiska. 
Dotyczy to także większych (i tym samym cięższych) jego frakcji, dzięki dużej sile unoszenia rumowska dla dużych i skoncentrowanych przepływów wody w cieku. Tym samym zwiększa się dostępna objętość w zbiorniku wodnym, wcześniej wypełnionym częściowo przez rumowisko zatrzymane w wyniku budowy budowli piętrzącej przegradzającej koryto rzeki i tym samym uniemożliwiającej swobodny przepływ wody w cieku oraz swobodne unoszenie rumowiska. Upusty płuczące umożliwiają więc przywrócenie ruchu rumowiska zakłóconego przez sztucznie wprowadzoną do koryta rzeki przeszkodę, jaką jest dany stopień wodny.
W ujęciach powierzchniowych wód zaleca się, aby korona progu wlotu roboczego ujęcia znajdowała się co najmniej 0,3 m ponad dno cieku, koronę urządzeń upustowych i upustów płuczących. Ma to na celu ograniczenie ilości rumowiska wnoszonego do ujęcia przez przepływającą wodę, a okresowe wypłukiwanie rumowiska za pomocą upustów płuczących pozwala na opróżnianie z rumowiska odkładającego się poniżej wlotu do ujęcia.